# Hühnersteig
Der Hühnersteig (auch Hühnersteigberg) ist ein Berg im Bezirksteil Hadersdorf-Weidlingau im 14. Wiener Gemeindebezirk Penzing. Er hat eine Höhe von 408 m ü. A.
Der zwischen dem Wienfluss und dem Mauerbach gelegene Berg befindet sich nördlich von Unter-Purkersdorf und südlich von Vorderhainbach. Im Nordwesten grenzen die Wiener Siedlung Augustinerwald sowie im Westen der Weidlingauer Bürgerspitalwald (namenloser Gipfel 415 m ü. A.) und noch weiter westlich der Purkersdorfer und der Weidlingauer Eichberg (diese beiden in Niederösterreich) an. Der Hühnersteig wird von Wanderern wenig begangen und eignet sich damit zum Mountainbiken.
Die Hühnersteigstraße verläuft von der beim Tal des Mauerbachs gelegenen Hannbaumstraße südwärts, in mehreren Kehren ansteigend, bis zum direkt an den Augustinerwald grenzenden und die Stadtgrenze bildenden Touristenweg.